# Bernard Mignot
Bernard Mignot (Verviers, 3 dicembre 1948) è un ex tennista belga.

## Gli inizi
Cominciò a giocare a tennis da bambino sul primo campo coperto d'Europa, a Theux. A dodici anni viene selezionato dalla Federazione belga. Dopo la sconfitta contro Željko Franulović al torneo juniores di Wimbledon 1965 lascia cadere il tennis nel dimenticatoio per dedicarsi agli studi, tornando sul circuito nel 1970 con in tasca una laurea in ingegneria elettromeccanica.

## La carriera
Mignot fu il primo tennista belga a conquistare un titolo Grand Prix o ATP, restando per oltre vent'anni l'unico a compiere questa impresa. Nella finale del torneo di Düsseldorf del 1974 sconfisse in quattro set il cecoslovacco Jiří Hřebec col punteggio di 6–1, 6–0, 0–6, 6–4. L'anno successivo, insieme al connazionale Patrick Hombergen, fu finalista in doppio al torneo di Valencia, dove fu sconfitto da Mike Estep e Ion Țiriac.
È noto per essere giunto agli ottavi del Roland Garros del 1976, dopo essere stato iscritto in tabellone pochi minuti prima di giocare come lucky-loser. Mignot, sconfitto nell'ultimo turno delle qualificazioni, aveva abbandonato le speranze di partecipare al torneo, trascorrendo quindi parte della seconda giornata del primo turno in giro per Parigi, tra pizzerie e cinema. Giunto al Roland Garros per guardare qualche incontro dei suoi amici, da un altoparlante sentì l'annuncio: "Bernard Mignot, Ultima Chiamata". Il neozelandese Brian Fairlie si era ritirato a causa di un'intossicazione alimentare e Mignot era stato chiamato per andare immediatamente ad affrontare l'avversario di Fairlie, l'italiano Paolo Bertolucci, che nel 1973 era giunto ai quarti di finale del torneo. Sebbene la sua preparazione alla gara non fosse andata oltre un pranzo in pizzeria Mignot riuscì a vincere in tre set. Al secondo turno superò in cinque set il brasiliano José Edison Mandarino, per poi affrontare il giustiziere della testa di serie n° 12 John Newcombe, lo spagnolo Juan Gisbert, che Mignot sconfisse dopo un'altra maratona di cinque set qualificandosi agli ottavi. Durante il torneo la Francia fu colpita da un'ondata di grande caldo che Mignot riusciva a gestire meglio degli altri. Nei due incontri conclusi al set decisivo vinse infatti la quinta partita senza concedere game agli avversari. Il suo cammino si chiuse poi con una sconfitta in tre set per mano di Raúl Ramírez, futuro semifinalista, che gli concesse soltanto quattro giochi.
In Coppa Davis vanta vittorie contro Željko Franulović e Tom Okker con la nazionale belga, di cui qualche anno più tardi diventerà capitano non giocatore.

## Finali Grand Prix in carriera

### Singolare: 1 (1–0)
| Risultato | N° | Anno | Torneo                                  | Superficie  | Avversario  | Punteggio       |
| --------- | -- | ---- | --------------------------------------- | ----------- | ----------- | --------------- |
| Vincitore | 1. | 1974 | Düsseldorf, Repubblica Federale Tedesca | Terra rossa | Jiří Hřebec | 6–1 6–0 0–6 6–4 |

### Doppio: 1 (0–1)
| Risultato | N° | Anno | Torneo           | Superficie  | Compagno          | Avversari             | Punteggio    |
| --------- | -- | ---- | ---------------- | ----------- | ----------------- | --------------------- | ------------ |
| Finalista | 1. | 1973 | Valencia, Spagna | Terra rossa | Patrick Hombergen | Mike Estep Ion Țiriac | 4–6 6–1 8–10 |